# Hitachi Global Storage Technologies
Pour les articles homonymes, voir GST.

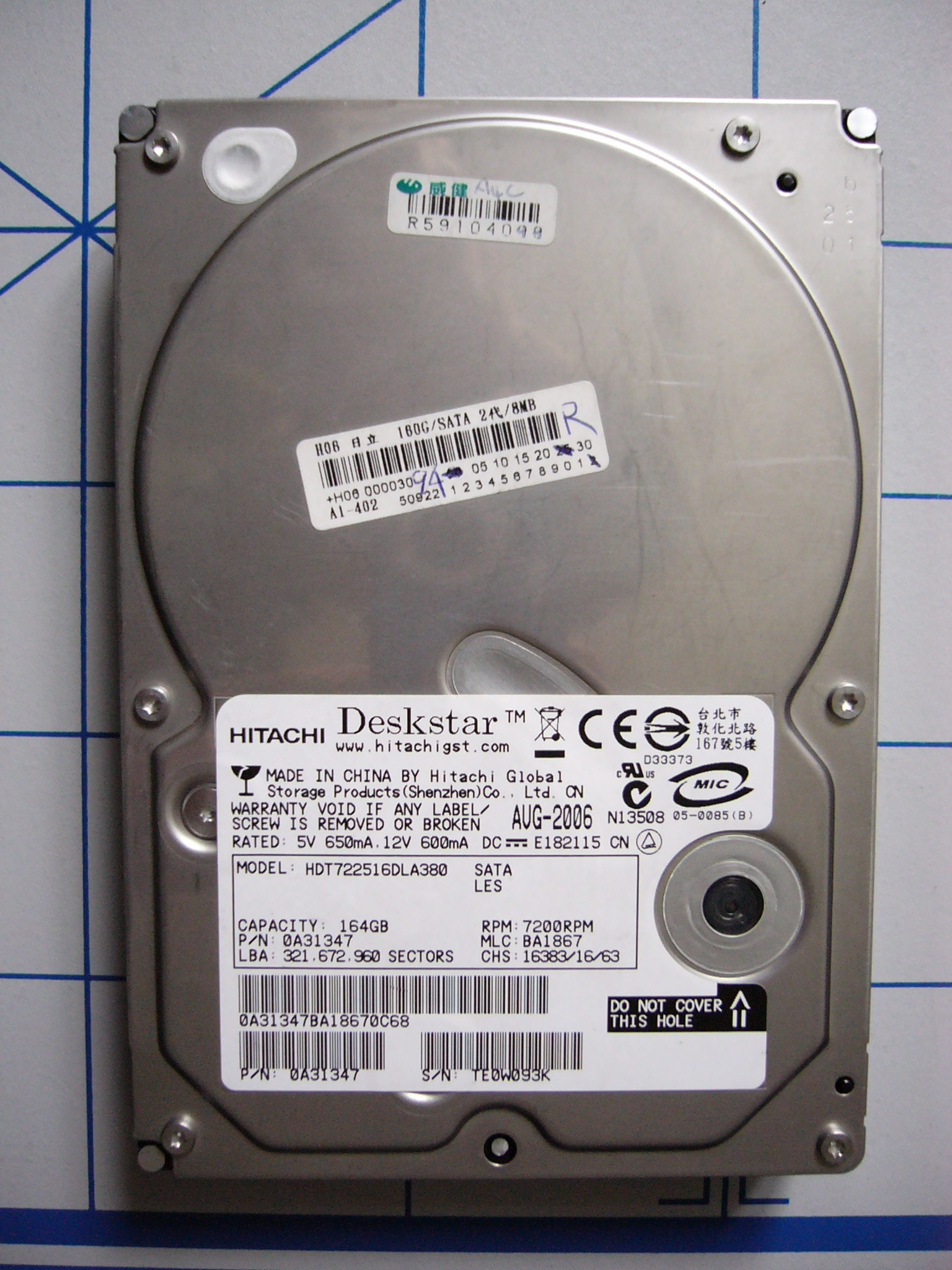
Disque dur Hitachi GST

HGST ou Hitachi GST est une société américaine située à San José en Californie.
Elle est la filiale de Western Digital Corporation, société américaine. Depuis 2018, les produits de la marque HGST sont désormais vendus sous la marque Western Digital.

## Historique
La société s'est établie le 1er janvier 2003, elle est issue de la fusion des activités de stockage de Hitachi avec l'activité disques durs d'IBM.

HGST possède 14 filiales dans le monde et emploie 24 000 personnes.
HGST est notamment connu pour le format de disque dur MicroDrive créé par IBM.
Le 7 mars 2011, Western Digital rachète la division disques durs d'Hitachi (Hitachi Global Storage Technologies) pour un montant de 4,3 milliards de dollars.

## Sites de production
La plupart des sites de production de l'entreprise se trouvaient en Chine et en Thaïlande. Le plus important se trouve à Prachinburi en Thaïlande, à l'Est de Bangkok, où étaient fabriqués les deux tiers de la production mondiale de HGST, il est désormais rattaché à Western Digital.
En 2007, HGST ferme son usine de Guadalajara au Mexique, qui fabriquait des têtes de lecture.
En 2013, HGST cesse la production de masse de disques durs haut de gamme de son site de Kaki Bukit à Singapour, et relocalise la production en Thaïlande,.
En 2016, Western Digital ferme l'ancienne usine HGST d'Odawara au Japon, qui fabriquait des wafers pour les têtes de lecture.

## Parts de marché
HGST est le troisième acteur du marché avec environ 15 % de parts de marché pour le premier semestre 2005, soit environ 27 millions de disques durs livrés à ses clients